# Secutor megalolepis
Secutor megalolepis is een straalvinnige vissensoort uit de familie van ponyvissen (Leiognathidae). De wetenschappelijke naam van de soort is voor het eerst geldig gepubliceerd in 1989 door Mochizuki & Hayashi.